# 고야마촌 (돗토리현)
고야마촌(湖山村)은 돗토리현 게타카군에 설치되었던 촌이다. 현재의 돗토리시에 해당한다.